# Ti lascio una canzone (terza edizione)
La terza edizione del talent show musicale Ti lascio una canzone è andata in onda in prima serata su Rai 1 dal 27 marzo al 29 maggio 2010 con la conduzione di Antonella Clerici, affiancata dai giurati Barbara De Rossi e Stefano D'Orazio.

## Cast di giovani interpreti
- Maria D'Amico (8 anni, Cosenza)
- Pierpaola Janvier (8 anni, Roma)
- Giovanna Perna (8 anni, Cosenza)
- Rosario Valenti (8 anni, Capri Leone, (ME))
- Aurora Fuser (9 anni, Battaglia Terme, (PD))
- Chiara Rizzo (9 anni, Favara, (AG))
- Maria Tenerelli (9 anni, Trani, (BT))
- Sonia Valli (9 anni, Pesaro)
- Asia Agrò (10 anni, Porto Empedocle, (AG))
- Lucrezia Blunda (10 anni, Montecatini Terme, (PT))
- Luigi Perchiazzi (10 anni, Bari)
- Federica Taras (10 anni, Tissi, (SS))
- Mattia Baldacci (11 anni, Genova)
- Giulia Bellu (11 anni, Quartucciu, (CA))
- Edoardo Bizzoni (11 anni, Roma),
- Angelica Cinquantini (11 anni, Roma)
- Sarah Sardi (11 anni, Portoferraio, (LI))
- Sara Schlingensiepen (11 anni, Roma)
- Maria Grazia Zingariello (11 anni, Matera)
- Sebastiano Cicciarella (12 anni, Avola, (SR)) *
- Costanza Ginestrini (12 anni, Foiano della Chiana, (AR))
- Federico Inganni (12 anni, Roma)
- Alberto Urso (12 anni, Messina)**
- Federica Lombardo (13 anni, Siracusa)
- Luca Kevin Puccio (13 anni, Favara, (AG))
- Mattia Sanna (13 anni, Elmas, (CA))
- Federica Lombardo (13 anni, Siracusa)
- Grazia Buffa (14 anni, Partinico, (PA))
- Roberta D'Elia (14 anni, Cosenza)
- Lucia Frattaruolo (14 anni, Monte Sant'Angelo, (FG))
- Matteo Piazzi (14 anni, Milano)
- Chiara Piperno (14 anni, Vibo Valentia)
- Carmela Senatore (14 anni, Salerno)
- Michela Smacchia (14 anni, Umbertide, PG))
- Matteo Castrignano (15 anni, Manfredonia, (FG))
- Francesco Esposito (15 anni, Avellino)
- Giovanni La Corte (15 anni, Caccamo, (PA))
- Arianna Lupo (15 anni, Marsala, (TP))
- Davide Puleri (15 anni, Naro, (AG))
- Tommaso Scalzi (15 anni, Genova)
- Nicola Aliotta (16 anni, Roma)
- Donato Santoianni (16 anni, Besnate, (VA))

*partecipanti allo Zecchino d'Oro.
**poi vincitore, nel 2019, della 18ª edizione di Amici .

### Confermati
- Sofia Buresta (9 anni, Rimini) (edizione 2)
- Giuliana Cascone (9 anni, Chiaramonte Gulfi, (RG)) (edizione 2) *
- Viola Cristina (10 anni, Caltagirone, (CT)) (edizione 2) *
- Davide Angelelli (11 anni, Castelletto sopra Ticino, (NO)) (edizione 2) *
- Lorenzo Nonnis (11 anni, Uta, (CA)) (edizione 2) *
- Alessandro Russo (11 anni, Benevento) (edizione 2)
- Virginia Ruspini (12 anni, Genova) (edizione 2) *
- Alice Trombacco (12 anni, Canino, (VT)) (edizione 2)
- Alessia Vella (12 anni, Favara, (AG)) (edizione 2)
- Simona Collura (13 anni, Favara, (AG)) (edizione 1)
- Federico Berto (13 anni, Brescia) (edizione 2) *
- Luigi Fronte (13 anni, Ragusa) (edizione 2)
- Mario Scucces (13 anni, Vittoria, (RG)) (edizione 2) *
- Giuliana Danzè (15 anni, Benevento) (edizione 1)
- Caterina Frola (15 anni, Rocchetta Tanaro, (AT)) (edizione 1) *
- Ignazio Boschetto (15 anni, Marsala, (TP)) (edizione 2) **
- Gianluca Ginoble (15 anni, Montepagano, (TE)) (edizione 2) **
- Gabriele Tufi (16 anni, Roma) (edizione 1)
- Piero Barone (16 anni, Agrigento)) (edizione 2) **
- Veronica Liberati (16 anni, Roma) (edizione 2)

* partecipanti allo Zecchino d'Oro
** dal 2010 fanno parte del gruppo Il Volo

## Curiosità
- Angelica Cinquantini diventa una famosa attrice (I Cesaroni)
- Sebastiano Cicciarella partecipa come concorrente allo Zecchino d'Oro
- Alberto Urso in seguito fonda il gruppo Tnt con Benedetta Caretta e Ludovico Cetri, vince Amici di Maria De Filippi 18 e partecipa come concorrente big al Festival di Sanremo 2020.

## Ospiti
- Prima puntata: Claudia Gerini (ospite in giuria), Bud Spencer (ospite in giuria), Claudio Baglioni, Valerio Scanu, Il Volo, Sylvie Vartan
- Seconda puntata: Max Giusti (ospite in giuria), Enrico Montesano (ospite in giuria), Mara Maionchi (ospite in giuria), Gianni Morandi, Emma Marrone, Arisa, Ennio Marchetto
- Terza puntata: Maria Grazia Cucinotta (ospite in giuria), Emilio Solfrizzi (ospite in giuria), i Ricchi e Poveri, Miguel Bosé, Caroline Costa e Malika Ayane
- Quarta puntata: Stefania Sandrelli (ospite in giuria), Fabrizio Frizzi (ospite in giuria), Edoardo Vianello, Irene Grandi, I Cugini di Campagna, Simone Cristicchi, Carlo Truzzi e Simona Truzzi
- Quinta puntata: Carlo Conti (ospite in giuria), Lorella Cuccarini (ospite in giuria), Patrizio Rispo (ospite in giuria), Gigi D'Alessio, Samuele Lauretta, Orietta Berti, Alessandra Amoroso, Gianluca Grignani, Gruppo folkloristico "Piedigrotta Sorrentina"
- Sesta puntata: Luca Giurato (ospite in giuria), Fiona May (ospite in giuria), Emanuela Aureli (ospite in giuria), Patty Pravo, Peppino Di Capri, Noemi, Amii Stewart
- Settima puntata: Nino Frassica (ospite in giuria), Tosca D'Aquino (ospite in giuria), Riccardo Cocciante, Riccardo Fogli, Marcella Bella, Boney M., The Baseballs
- Ottava puntata: Marinella Venegoni (ospite in giuria), Manuela Moreno (ospite in giuria), Marco Mangiarotti (ospite in giuria), Massimo Ranieri, Gino Paoli, Dik Dik, Marco Mengoni, Giusy Ferreri, Paolo Nespoli
- Nona puntata: Jo Squillo (ospite in giuria), Stefano Pantano (ospite in giuria), Carmen Russo (ospite in giuria), Gigliola Cinquetti, Toto Cutugno, Luca Canonici, Francesco Zingariello, Gigi D'Alessio, Memo Remigi, Tony Maiello, Mogol, Alexia, Marco Vito, Irene Fornaciari, Marco Carta, Sal da Vinci, Paolo Belli.

## Canzoni finaliste
- Prima puntata: La prima cosa bella - I Fantastici Quattro: Lucrezia Blunda, Giovanni La Corte, Mattia Sanna e Maria Grazia Zingariello
- Seconda puntata: Se perdo te - Grazia Buffa
- Terza puntata: Io per lui - Grazia Buffa
- Quarta puntata: Amor mio - Grazia Buffa (canzone vincitrice della 5ª puntata)
- Quinta puntata: Tu ca nun chiagne - Alberto Urso
- Sesta puntata: Come saprei - Giuliana Danzè e Grazia Buffa (1^ finalista dell'8ª puntata), Tanto pè cantà - Luigi Fronte e Sebastiano Cicciarella (2^ finalista dell'8ª puntata), Tu si 'na cosa grande - Simona Collura e Alberto Urso (3^ finalista dell'8ª puntata), Vent'anni - Gabriele Tufi e Luigi Perchiazzi (4^ finalista dell'8ª puntata), Almeno tu nell'universo- Veronica Liberati e Grazia Buffa (5^ finalista dell'8ª puntata)
- Settima puntata - A modo mio - Simona Collura e Alberto Urso (6^ finalista dell'8ª puntata), Amor mio - Veronica Liberati e Grazia Buffa (7^ finalista dell'8ª puntata), Quando quando quando - Caterina Frola, Viola Cristina, Mattia Baldacci e Giovanni La Corte (8^ finalista dell'8ª puntata), Girotondo intorno al mondo - L'intero cast dei ragazzi (9^ finalista dell'8ª puntata), Uguale a lei - Giuliana Danzè e Arianna Lupo (10^ finalista dell'8ª puntata)
- Ottava puntata: Girotondo intorno al mondo - L'intero cast dei ragazzi (canzone vincitrice)

## Premio della giuria di qualità alle canzoni già riproposte dalle precedenti edizioni
- Prima puntata: Ti lascerò - Gabriele Tufi e Veronica Liberati (originariamente proposta nell'edizione 2008 da Stefano Colazzo e Manuela Rinaldi)
- Seconda puntata: Se bruciasse la città - Giuliana Danzè (originariamente proposta nel 2009 da Mario Scucces da solo e successivamente con Giuliana Danzé)
- Terza puntata: Caruso - Simona Collura (originariamente proposta nel 2008 sempre da Simona Collura)
- Quarta puntata: Per amore - Andrea Faustini (originariamente proposta nel 2008 sempre da Andrea Faustini)

## Premio speciale della stampa alla canzone
Tu si na cosa grande - Simona Collura e Alberto Urso

## Ascolti
| Puntata    | Messa in onda  | Telespettatori | Share  |
| ---------- | -------------- | -------------- | ------ |
| 1          | 27 marzo 2010  | 7 107 000      | 33,19% |
| 2          | 3 aprile 2010  | 5 871 000      | 28,07% |
| 3          | 10 aprile 2010 | 6 259 000      | 28,74% |
| 4          | 17 aprile 2010 | 6 112 000      | 28,65% |
| 5          | 24 aprile 2010 | 6 362 000      | 29,45% |
| 6          | 1º maggio 2010 | 5 764 000      | 28,23% |
| 7          | 8 maggio 2010  | 6 017 000      | 29,15% |
| Semifinale | 15 maggio 2010 | 6 402 000      | 29,85% |
| Finale     | 29 maggio 2010 | 5 173 000      | 29,45% |
| Media      | Media          | 6 125 000      | 29,42% |